# Hiram (Ohio)
Pour les articles homonymes, voir Hiram.
Hiram est une ville américaine située dans le comté de Portage, dans l’État de l'Ohio. En 2010, sa population est de 1 406 habitants.

## Source de la traduction
- (en) Cet article est partiellement ou en totalité issu de l’article de Wikipédia en anglais intitulé « Hiram, Ohio » (voir la liste des auteurs).